# 1414 az irodalomban
Az 1414. év az irodalomban.

## Születések
- 1414 – Dzsámi, az utolsó híres középkori perzsa költő († 1492)